# فوكر 50
فوكر 50  (بالإنجليزية: Fokker 50)‏ هي طائرة خطوط جوية أنتجت في 1987 بهولندا. من صناعة فوكر. كان أول طيران لها في 28 ديسمبر 1985. ومازالت في الخدمة حتى الآن. صنع منها 213 طائرة، وسعر الطائرة الواحدة منها هو 17.5 مليون دولار.

## المستخدمون
- أفيانكا

## وصلات خارجية
- Fokker Services
- Fokker 50 Official Page
- Fokker 50 Systems